# José Leocadio Carrillo
José Leocadio Carrillo es un político venezolano. En 2021 fue electo como alcalde del municipio Urdaneta, estado Trujillo. En 2024 fue inhabilitado y arrestado después de apoyar al candidato presidencial opositor Edmundo González. Fue liberado al día siguiente.

## Carrera
En las elecciones regionales de Venezuela de 2021 fue electo como alcalde del municipio Urdaneta, estado Trujillo, con el apoyo de la coalición opositora de la Mesa de la Unidad Democrática con el 59,69% de los votos (7 mil 769 votos), convirtiéndose en el primer alcalde opositor del municipio después de 20 años de candidatos oficialistas. Al momento de su elección, se declaró a sí mismo como "independiente".
En mayo de 2024, en vísperas de las elecciones presidenciales del país el mismo año, Carrillo mantuvo una reunión con el candidato opositor Edmundo González junto con otros siete alcaldes de Trujillo. José Leocadio y los alcaldes expresaron su respaldo por él y posteriormente anunciaron su incorporación al Comando Con Vzla. El 19 de junio fue inhabilitado para ejercer cargos públicos por la Contraloría General, al igual que todos los alcaldes de la reunión y dos alcaldes del estado Nueva Esparta que también habían expresado su apoyo durante giras de la oposición.
El 17 de agosto fue detenido por fuerzas de seguridad. En el momento se desconocía su paradero y el partido Vente Venezuela denunció su desaparición. José Leocadio fue liberado al día siguiente.